# Bizon (empresa agroindustrial)
Bizon era un productor de cosechadoras basado en Płock, Polonia. Desarrolló maquinaria para la recolección de cereales, colza, maíz, girasol y otros productos. Tras la reorganización de Agromet, la empresa estatal de agricultura de Polonia, fue privatizada en 1992. En 1995 comenzó a ser rentable, obteniendo en 1997 40 millones de dólares en ventas y 4 millones de beneficios netos. En 1998 fue adquirida por New Holland.
Bizon tiene aproximadamente un 60 % del mercado de cosechadoras polaco, y ha exportado a varios países como Bielorrusia, Brasil, Checoslovaquia, Dinamarca, Finlandia, Grecia, Irán, Irlanda, España, Pakistán, EE. UU., Siria, Suecia, Túnez, Ucrania, Hungría, Reino Unido, Italia y otros.

## Modelos
- Z020 (Zagon) (1984)
- KZS-4 (Rekin)
- Z040 / KZS-3 (1970-1974)
- Z040s
- 5040, Z041, Z042, 5043
- Z043
- Z050 / KZS-5 (Super) (1973-1978)
- 5050
- Z050s (Super)
- Z052 (Super)
- Z054
- Z055 (America) (1975)
- Z056 (Super) (1976-1994)
- Z056N
- Z056s (Super)
- 5056H (Hydrostatisk)
- 5056M (Mekanisk)
- Z057 (Super)
- Z058 (Rekord) (1980-2004)
- Z058s (Rekord)
- 5058 (Hydrostatisk)
- Z060 (Gigant)
- 5060
- Z061 (Gigant)
- Z062 (Gigant) (1980)
- Z063, Z083 (Gigant)
- Z110 (BS) (1989-2004)
- 5110 (BS)
- 5110 (Hydrostatic de Luxe)
- Z115 (Dynamic Turbo 3B)
- Z120 (BS)
- Z120 (BX)
- 5120 (BX)
- Z140 (Nordic), 2020 (Sampo) (1993-2001)
- Z165, Z165/1, Z165/2 (Dynamic LX / Dynamic Turbo 3B) (1992-1999)
- T2
- TC54 (New Holland BIZON) (2006-?)
- TC5040 (New Holland BIZON) (2006-ob.)

## Galería

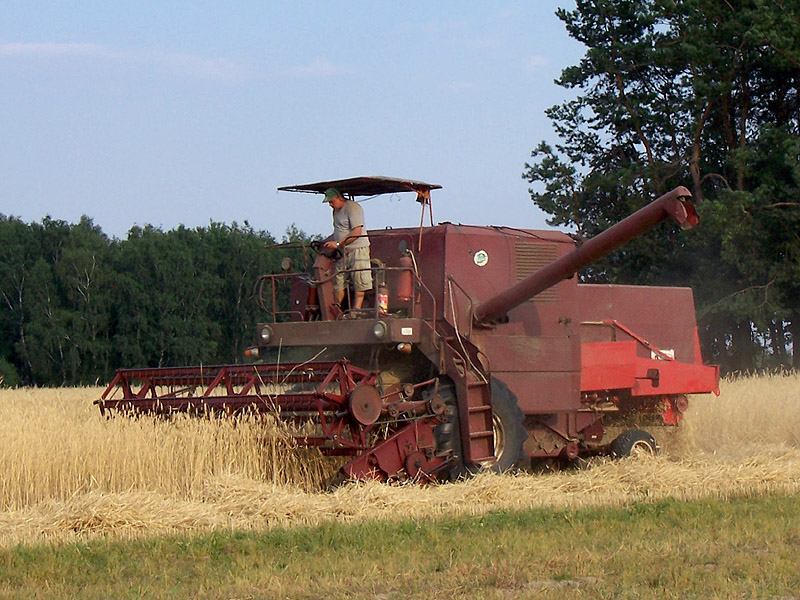
Cosechadora Bizon Z056 segando centeno.
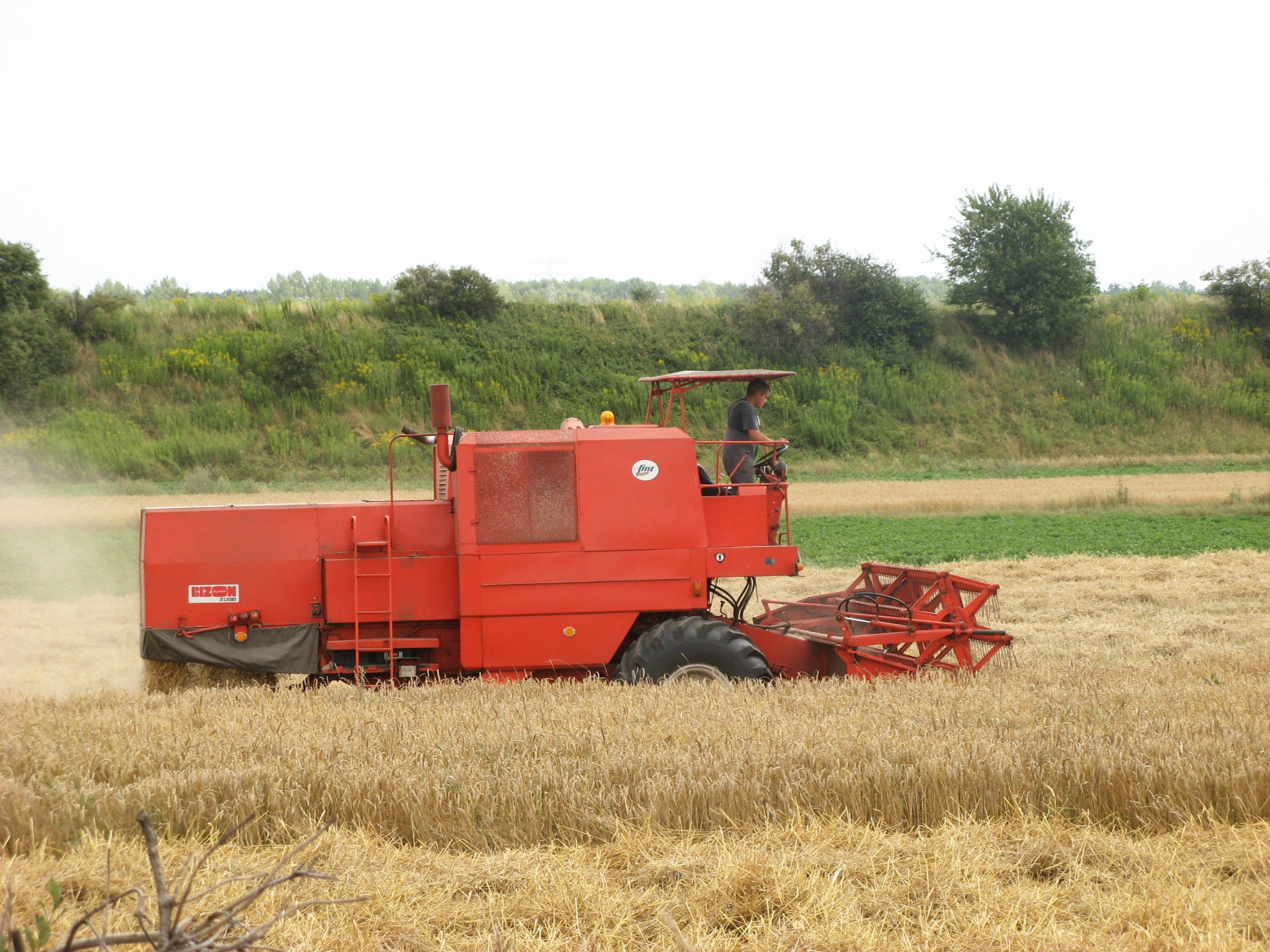
Cosechadora Bizon Z056 (Super) .
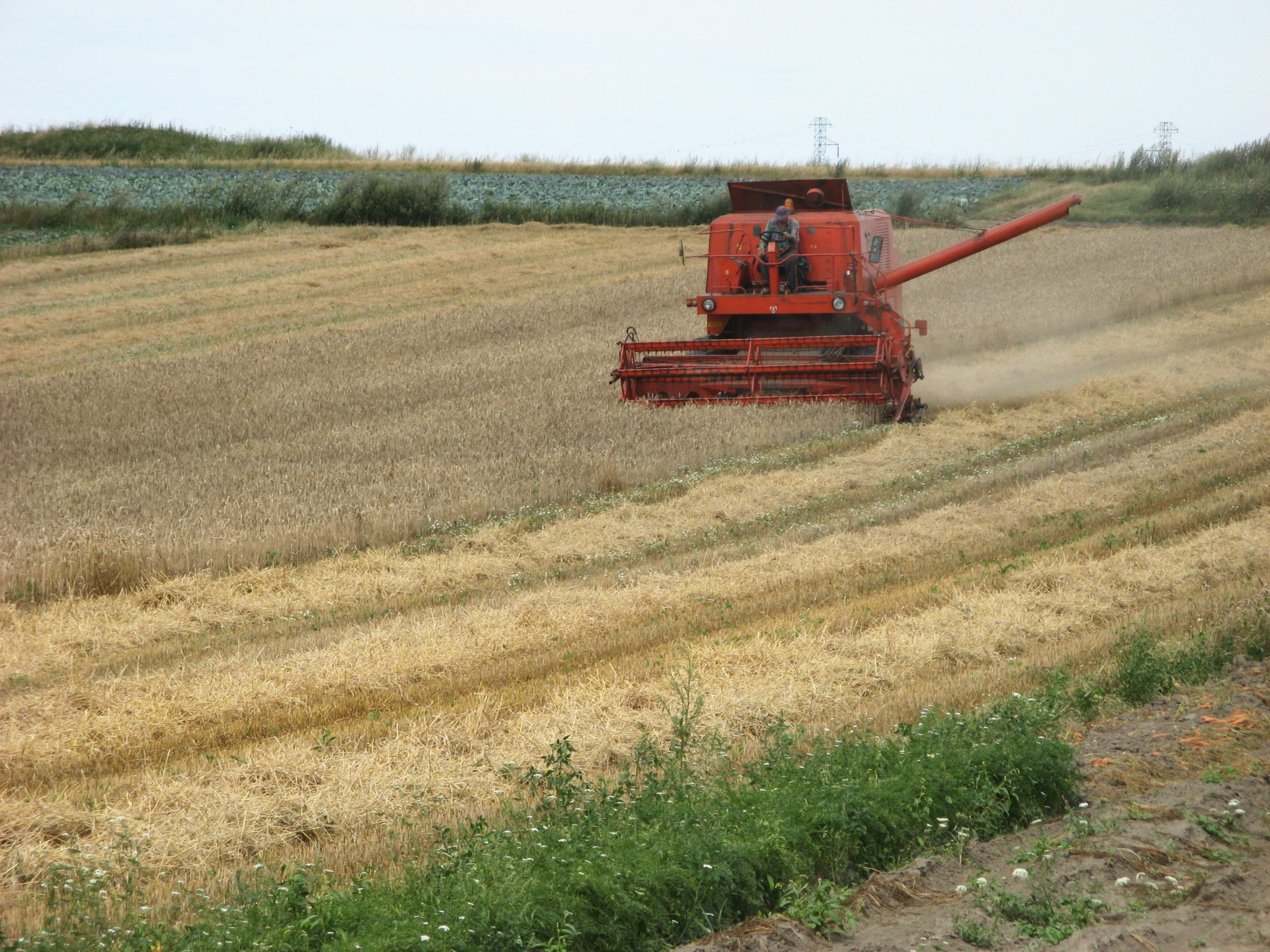
Otra vista de la anterior cosechadora.
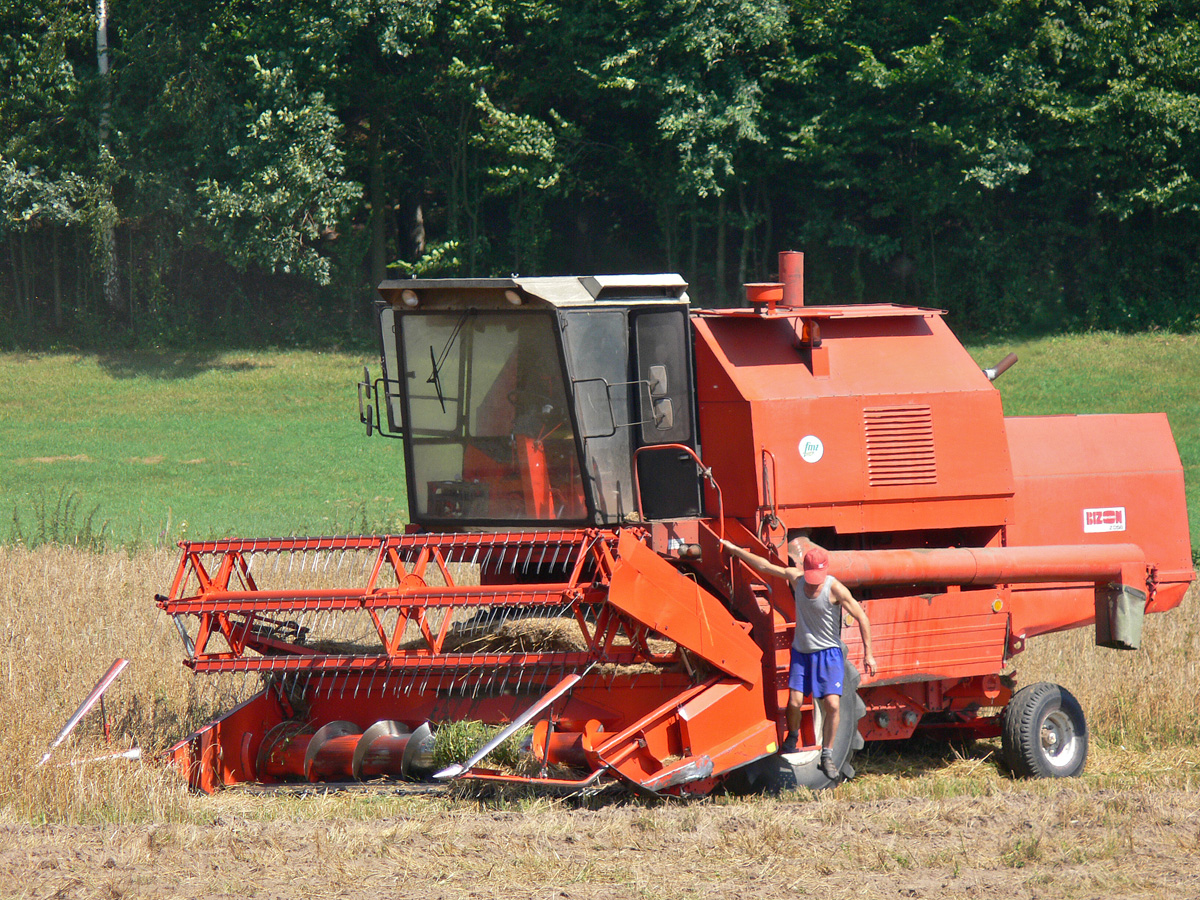
Bizon Z058.